# Alix Cléo Roubaudová

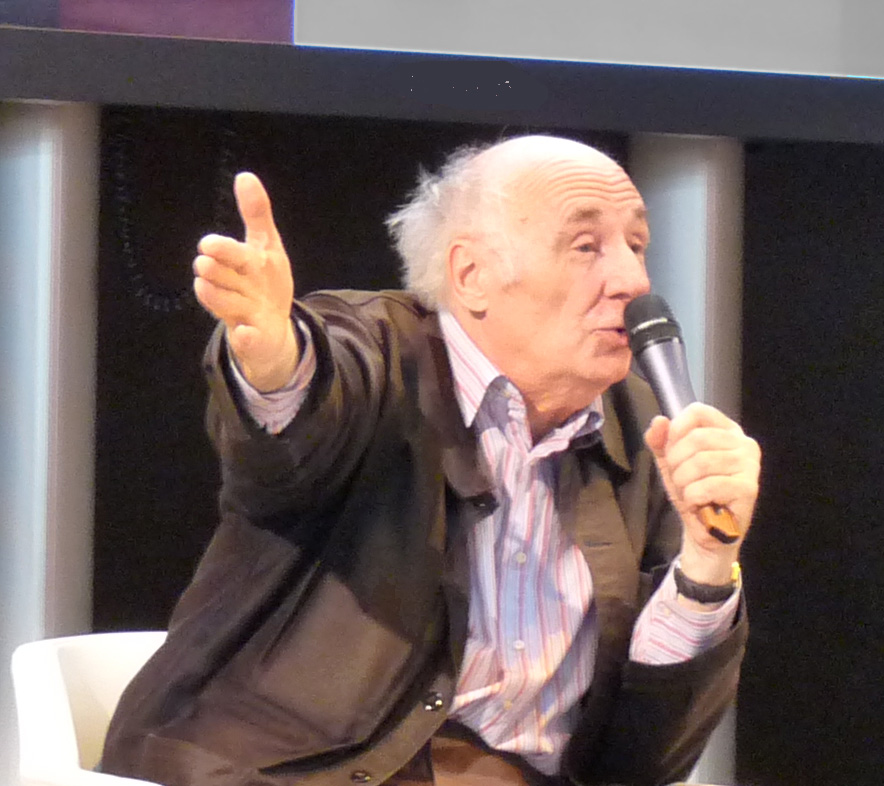
V roce 1980 se provdala za Jacquese Roubauda, francouzského básníka a akademika

Alix Cléo Roubaudová (19. ledna 1952 – 28. ledna 1983) byla kanadská fotografka a spisovatelka.

## Životopis
Alix Cléo Blanchette se narodila v Mexiku 19. ledna 1952. Byla dcerou Arthura Edwarda Blanchetta, diplomata, a Marcelly Montreuilové, umělkyně. Vystudovala architekturu a psychologii na Ottawské univerzitě. V roce 1972 se přestěhovala do Aix-en-Provence ve Francii, kde studovala filozofii. Přesun do Francie měl také pomoci s jejím astmatem. V roce 1975 začala studovat na xxxxParis 8 University. V roce 1978 začala každý rok navštěvovat lázeňské město La Bourboule, aby pomohla svému zdraví. V roce 1979 ukončila studium, aby se mohla soustředit na fotografování.
V roce 1980 se provdala za Jacquese Roubauda, francouzského básníka a akademika.
Jean Eustache produkoval v roce 1980 film Les Photos d'Alix založený na jejích fotografiích.

## Smrt a dědictví
Roubaudová zemřela 28. ledna 1983 v Paříži na plicní embolii ve věku 31 let.
Během své kariéry si vedla osobní deník a v roce 1984 se její manžel rozhodl jej vydat.
V roce 2014 představila Francouzská národní knihovna retrospektivu jejího díla Quinze minutes la nuit au rythme de la respiration.